# Сотников Володимир Петрович
Володимир Петрович Сотников (1910, Курська губернія, тепер Російська Федерація — 14 вересня 1990, місто Москва, Російська Федерація) — радянський діяч, міністр сільського господарства Російської РФСР. Кандидат у члени ЦК КПРС у 1961—1966 роках. Депутат Верховної ради СРСР 6-го скликання. Кандидат сільськогосподарських наук (1940), доцент, професор.

## Життєпис
Народився в родині вчителя.
З 1928 року — помічник агронома районної колгоспспілки. З 1932 року — на викладацькій і науковій роботі.
У 1935 році закінчив Воронезький сільськогосподарський інститут. У 1939 році закінчив аспірантуру при Воронезькому сільськогосподарському інституті.
У 1935—1941 роках — помічник агронома Бєлгородської машинно-тракторної станції Курської області; ґрунтознавець, начальник загону експедиції Держземпроєкту Курської області; аспірант, асистент кафедри ґрунтознавства, завідувач навчальної частини, декан агрономічного факультету Воронезького сільськогосподарського інституту.
Член ВКП(б) з 1940 року.
У 1941—1945 роках — старший науковий співробітник, завідувач відділу землеробства і заступник директора Тувинської дослідної станції Тувинської Народної Республіки; заступник начальника Тувинського обласного управління землеробства і тваринництва.
У 1945—1951 роках — заступник начальника Головного управління науки Народного комісаріату землеробства СРСР; начальник Головного управління науки Міністерства сільського господарства СРСР.
У 1951—1955 роках — завідувач сектора наукових і навчальних закладів сільськогосподарського відділу ЦК ВКП(б) (КПРС).
У 1956—1960 роках — завідувач відділу, в 1960—1961 роках — директор Всесоюзного науково-дослідного інституту добрив і агрономічного ґрунтознавства Всесоюзної Академії сільськогосподарських наук імені Леніна (ВАСГНІЛ).
27 січня 1961 — 29 березня 1963 року — міністр сільського господарства Російської РФСР.
У 1964—1965 роках — ректор Куйбишевського сільськогосподарського інституту.
У 1965—1968 роках — начальник Головного управління землекористування та землевпорядкування Міністерства сільського господарства СРСР.
З 1968 року — директор Державного науково-дослідного інституту земельних ресурсів Міністерства сільського господарства СРСР у Москві.
Помер 14 вересня 1990 року в Москві. Похований на Донському цвинтарі Москви.

## Нагороди
- ордени
- медалі
- Почесна грамота Президії Верховної ради Російської РФСР